# Albert Helgerud
Albert Helgerud (Svelvik, Vestfold, 16 de setembre de 1876 – Svelvik, 25 de maig de 1954) va ser un tirador noruec que va competir a començaments del segle xx. En el seu palmarès destaquen sis medalles olímpiques, dues d'elles ors.
El 1906 va prendre part en els Jocs Intercalats d'Atenes, on guanyà les medalles de plata en rifle lliure per equips i de bronze en rifle, dempeus.
Dos anys més tard, als Jocs de Londres disputà tres proves de tir i guanyà dues medalles d'or, en rifle lliure, tres posicions per equips, al costat de Julius Braathe, Ole Sæther, Einar Liberg, Olaf Sæther i Gudbrand Skatteboe; i rifle lliure 300 metres. En rifle militar per equips fou sisè.
El 1912 va disputar els seus tercers Jocs Olímpics, i tornà a guanyar una medalla, la de plata, en la prova de rifle lliure, tres posicions per equips, junt a Ole Sæther, Einar Liberg, Østen Østensen, Olaf Sæther i Gudbrand Skatteboe. En la prova individual fou setè, mentre en les altres dues proves que disputà no aconseguí bones posicions.
El 1920, un cop superada la Primera Guerra Mundial, Helgerud disputà els seus darrers Jocs Olímpics. A Anvers disputà fins a nou proves del programa de tir i guanyà tres medalles, dues de plata, en rifle lliure, 300 metres per equips i rifle militar, 300-600 metres per equips; i una de bronze, en carabina per equips.